# 雲門 (香港)
雲門（英語：Eden Gate），位於香港九龍九龍塘義德道5、7、9及11號，是華懋集團旗下的豪華住宅屋苑，於2014年10月落成，由兩座12層高的相連大樓（不設4、13及14樓）及三幢獨立洋房所組成，共提供40伙分層單位、4個複式戶及3幢洋房戶。屋苑設施包括住客會所及兩層地庫停車場。銷售手法一貫華懋集團作風，定價較同區二手市價高出不少，2014年11月開售，至2015年5月方錄得第一單成交。

## 外部連結
- 官方网站